# Europese kampioenschappen veldlopen 2001
De achtste editie van de Europese kampioenschappen veldlopen vond op 9 december 2001 plaats in de Zwitserse plaats Thun.

## Uitslagen

### Mannen Senioren
| Plaats | Atleet             | Land                | Tijd (min.s) |
| ------ | ------------------ | ------------------- | ------------ |
|        | Serhij Lebid       | Oekraïne            | 27.52        |
|        | Kamiel Maase       | Nederland           | 28.02        |
|        | Antonio Jimenez    | Spanje              | 28.10        |
| 4      | Gabriele de Nard   | Italië              | 28.11        |
| 5      | Christian Belz     | Zwitserland         | 28.12        |
| 6      | Sam Haugham        | Verenigd Koninkrijk | 28.12        |
| 7      | Carlos Adan        | Spanje              | 28.13        |
| 8      | Mustapha El Ahmadi | Frankrijk           | 28.13        |
| 9      | Claes Nyberg       | Zweden              | 28.14        |
| 10     | Paulo Guerra       | Portugal            | 28.15        |

| Plaats | Land                                                                           | Punten                 |
| ------ | ------------------------------------------------------------------------------ | ---------------------- |
|        | Spanje Antonio Jimenez Carlos Adan José Garcia Alejandro Gomez                 | 3 + 7 + 12 + 18 = 40   |
|        | Frankrijk Mustapha El Ahmadi Augusto Gomes Laurent Vapaille El Hassan Lahssini | 8 + 11 + 15 + 16 = 50  |
|        | Portugal Paulo Guerra José Ramos Hélder Ornelas Alberto Maravilha              | 10 + 19 + 21 + 22 = 72 |

### Vrouwen Senioren
| Plaats | Atleet            | Land                | Tijd (min.s) |
| ------ | ----------------- | ------------------- | ------------ |
|        | Yamna Belkacem    | Frankrijk           | 15.48        |
|        | Olga Romanova     | Rusland             | 15.49        |
|        | Justyna Bak       | Polen               | 15.51        |
| 4      | Olivera Jevtić    | Servië              | 15.54        |
| 5      | Liz Yelling       | Verenigd Koninkrijk | 15.55        |
| 6      | Helena Sampaio    | Portugal            | 15.55        |
| 7      | Ines Monteiro     | Portugal            | 15.56        |
| 8      | Haley Yelling     | Verenigd Koninkrijk | 15.58        |
| 9      | Anastasia Zoubova | Rusland             | 16.01        |
| 10     | Analidia Torre    | Portugal            | 16.03        |

| Plaats | Land                                                                            | Punten                |
| ------ | ------------------------------------------------------------------------------- | --------------------- |
|        | Portugal Helena Sampaio Ines Monteiro Analidia Torre Ana Dias                   | 6 + 7 + 10 +18 = 41   |
|        | Verenigd Koninkrijk Liz Yelling Haley Yelling Kathy Butler Sharon Morris        | 5 + 8 + 12 + 24 = 49  |
|        | Frankrijk Yamna Belkacem Fatima Yvelain Daniela Moroianu Rodica Elodie Olivares | 1 + 16 + 20 + 29 = 66 |

### Mannen Junioren
| Plaats | Atleet             | Land                | Tijd (min.s) |
| ------ | ------------------ | ------------------- | ------------ |
|        | Vasyl Matviychuk   | Oekraïne            | 19.29        |
|        | Mo Farah           | Verenigd Koninkrijk | 19.38        |
|        | Stefano Scaini     | Italië              | 19.39        |
| 4      | Mircea Bogdan      | Roemenië            | 19.39        |
| 5      | Cosmin Suteu       | Roemenië            | 19.43        |
| 6      | Adam Bowden        | Verenigd Koninkrijk | 19.43        |
| 7      | Bruno Saramago     | Portugal            | 19.44        |
| 8      | Jeremy Pierrat     | Frankrijk           | 19.45        |
| 9      | Javier Guerra      | Spanje              | 19.46        |
| 10     | Benoit Charpantier | Frankrijk           | 19.52        |

| Plaats | Land                                                                      | Punten                |
| ------ | ------------------------------------------------------------------------- | --------------------- |
|        | Verenigd Koninkrijk Mo Farah Adam Bowden Matthew Bowser Andrew Lemoncello | 2 + 6 + 13 + 33 = 54  |
|        | Portugal Bruno Saramago Bruno Jesus Hermano Ferreira Bruno Morais         | 7 + 11 + 20 + 29 = 67 |
|        | Frankrijk Jeremy Pierrat Benoit Charpantier Keving Tingaud Abdel Mamhoudi | 8 + 10 + 16 + 34 = 68 |

### Vrouwen Junioren
| Plaats | Atleet            | Land                | Tijd (min.s) |
| ------ | ----------------- | ------------------- | ------------ |
|        | Elvan Abeylegesse | Turkije             | 10.35        |
|        | Tatiana Tchoulakh | Rusland             | 10.53        |
|        | Snezana Kostic    | Servië              | 10.54        |
| 4      | Inga Abitova      | Rusland             | 11.02        |
| 5      | Charlotte Dale    | Verenigd Koninkrijk | 11.07        |
| 6      | Mieke Geens       | België              | 11.09        |
| 7      | Türkan Erismis    | Turkije             | 11.11        |
| 8      | Elina Lindgren    | Finland             | 11.11        |
| 9      | Julie Coulaud     | Frankrijk           | 11.11        |
| 10     | Marina Ivanova    | Rusland             | 11.12        |

| Plaats | Land                                                                   | Punten                |
| ------ | ---------------------------------------------------------------------- | --------------------- |
|        | Rusland Tatiana Tchoulakh Inga Abitova Marina Ivanova Tatjana Petrova  | 2 + 4 + 10 +19 = 35   |
|        | Verenigd Koninkrijk Charlotte Dale Louise Damen Kate Reed Freya Murray | 5 + 15 + 16 + 18 = 54 |
|        | Turkije Elvan Abeylegesse Türkan Erismis Nilgun Yilmaz Meryem Kilic    | 1 + 7 + 11 + 60 = 79  |